# 高木晴菜
高木 晴菜（たかぎ はるな、1997年4月16日 - ）は、テレビ西日本（TNC）のアナウンサー。兵庫県出身。身長161cm。

## 人物・経歴
- 関西学院大学商学部卒業[1]。ミスキャンパス関西学院2017でグランプリを獲得[3]。
- 大学を卒業後、セント・フォース カレッジ[4]とセイアカデミーを経て[5]、2020年にテレビ西日本に入社[6][1]。
- フジテレビのアナウンサーである永島優美は、中学校と高校のチアリーディング部、大学のダンスサークルの先輩にあたる[7]。
- 趣味は旅行、ダンス、ウクレレ[8]。
- チアリーディングとK-POPを主としたコピーダンスを特技としており[8]、2021年2月8日にテレビ西日本の公式YouTubeチャンネル「テレVISION8 Powered by TNC」の企画[1]として、BTSの「Dynamite」のカバーダンス動画を公開し[9]、3月4日時点で再生回数が40万回を突破[7]、のちに100万回再生を突破した[10]。
- 福岡放送アナウンサーの中谷萌は大学時代からの友人であり、互いに関西出身かつ福岡のテレビ局に同期入社しており現在でも不定期に会うなどして交流が続いている。また中谷にはハルと呼ばれている。

## 出演・担当番組

### テレビ西日本入社後
- ももち浜ストア
  - 中継リポーター（2020年3月30日 - 2025年3月27日）
  - MC（2025年4月3日 - ）[11]
- 生放送てんじんNOW!（スタジオ進行）  [12]
- プロレス新伝説 DRAGONGATE - MC
- にちようももち（2021年10月17日 - 2022年10月30日） - MC[13]
- KICK OFF! FUKUOKA（2023年4月 - ）- MC兼リポーター
- FNN Live News days、Live News イット!（いずれも土曜・日曜担当）
- ももち浜S特報ライブ（ナレーション）
- 報道ワイド 記者のチカラ（ナレーション）
- TNCニュース（主に平日昼担当）

### テレビ西日本入社前
- 知られざるガリバー〜エクセレントカンパニーファイル〜（2019年 - 2020年、テレビ東京） - ファイリングリポーター